# Netolerancija na hranu
Netolerancija na hranu ili intolerancija na hranu je preosetljivost ili neželjena, često odložena, reakcija organizma, na hranu, piće, aditiv ili jedinjenje koje se nalazi u hrani.  Nastaje kao rezultat pojačanog i/ili produženog unosa određenih sastojaka hrane. Karakteriše se alergijskom reakcijom ili hipersenzitivnošću organizma koja nije posredovana IgG antitelima, pa ne spada u grupu alergija na hranu i ne bi je trebalo mešati sa njom.
Klinički izaziva simptome u jednom ili više telesnih organa i/ili organskih  sistema. Može da bude štetne, nelagodne, a u nekim slučajevima i fatalne. Za pojavu hipersenzitivnih reakcija je neophodna prethodna imuna senzitacija tela.

## Definicija
Izraz netolerancija na hranu se koristi za opisivanje niza simptoma različite etiologije u vezi sa hranom, i mogu biti netoksične i toksične prirode.

## Epidemiologija
Dok manje od 2% populacije pati od alergija na hranu, procenjuje se da čak više od 35% populacije pati od netolerancije na hranu. Međutim procene učestalosti netolerancije na hranu variraju od 2% do preko 20% stanovništva, prema nekim istraživanjima Prema do sada obavljene samo tri studije o prevalenciji kod odraslih (objavljene na holandskom i engleskom jeziku) zasnovane na dvostruko slepim, placebo-kontroliranim izazovima hrane, prijavljena prevalenca alergije/intolerancije na hranu (putem upitnika) bila je 12% do 19%, dok je istraživanjima potvrđena prevalenca varirala od 0,8% do 2,4%. 
Za netoleranciju na aditive u hrani prevalenca je varirala između 0.01 i 0.23%. 
Iako bolest može da ugrozi bilo koga u bilo kom starosnom dobu,pošto se simptomi često javljaju tek posle izvesnog vremena od uzimanja hrane, a kako su oni jako skupi mnogi ih ne rade to značajno utiče na tačnost podataka o pravealenciji bolesti.
U jednom istraživanju, jedna četvrtina stanovništva tvrdila je da pati od alergije na hranu  Stvarna prevalencija kod odraslih je 2% do 5%, s tim da su različito zastupljeni različiti organski sistemi (koža, gastrointestinalni trakt, kardiovaskularni sistem, pluća itd.).
Prevalencija kod male dece je veća za 5% do 10%, a različita hrana je odgovorna za alergije na hranu kod dece i odraslih.

## Etiopatogeneza
Netolerancija na hranu se može klasificirati prema njihovom mehanizmu, bilo zbog nedostatka određenih supstanci ili enzima koji su potrebni u procesu varenju namirnica, bilo zbog toksičnog ili psihičkog dejstva određenih etioloških faktora.
Preosjetljivost na hranu funkcionalnog porekla često je uzrokovana samo izolovanim funkcionalnim poremećajem (poput nedostatka laktoze u tankom crevu) i u početku ga ne prate bilo koje druge anatomske ili morfološke promene u gastrointestinalnom traktu. 
S druge strane, intolerancija na hranu strukturne etiologije ima svoje poreklo u anatomsko i morfološki vidljivoj bolesti koja uključuje strukturne promene u gastrointestinalnom traktu. To sekundarno rezultuje simptomima povezanim sa hranom. Divertikuloza tankog creva, na primer, dovodi do bakterijskog porasta tankog creva, što zauzvrat izaziva postprandijalni meteorizam i dijareju.
Toksične reakcije nastaju usled dejstva toksina koji mogu biti bakterijskog, biljnog ili gljivičnog porekla, na primer koji proističu iz kontaminacije hranom, kao i drugih toksina kao što su npr. glikoalkaloidi.
Netolerancija na hranu može biti i rezultat urođenih anomalija u ljudskom telu i aposorpciji hranjivih supstanci (kao što je npr kriva apsorpcije fruktoze). 
Netolerancija na hranu se može javiti i prema prirodnim hemikalijama koje se nalaze u hrani, kao što je salicilna senzibilnost. ili lekovitik supstanci iz raznih biljaka, kao što je aspirin.
Na kraju, netolerancija na hranu može biti i rezultat imunoloških reakcija koji nisu povezane sa IgE-om (kao što je to slučaj sa alergijom na hranu)

### Netoksične reakcije
Netoksične reakcije na hranu dele se na dva glavna mehanizma: imunološki i neimunološki posredovane reakcije.
Imunološki posredovane reakcije
Specifično imunološki posredovani oblici intolerancije na hranu obuhvaćeni su terminom alergija na hranu i, s obzirom na rastuću prevalenciju intolerancije na hranu, predstavljaju diferencijalno dijagnostički problem za pacijente i lekare. Učestalost alergija na hranu subjektivno je precijenjena. 
Neimunološki posredovane reakcije.
Sveukupno gledano, neimunološki posredovane reakcije predstavljaju većinu svih reakcija na hranu (15% do 20%). Imuni sistem nije posebno uključen u ove slučajeve, pa stoga neimunološki posredovani oblici intolerancije na hranu nisu alergije. Ovaj spektar obuhvata pseudoalergene i farmakološke efekte izazvane:
- salicilatima, biogenim aminima (kao što su histamin, tiramin, serotonin itd.),
- sulfitima (prisutni u vinu i lekovima),
- natrijum glutamatom (pojačivač ukusa),
- bojama i konzervansima (kao što su tartrazin, benzoati, sorbati itd.),
- zaslađivače (aspartam), ili
- zbog enzimopatije.

## Klinička slika
Netolerancija na hranu se povezuje sa brojnim hroničnim stanjima i simptomima, a njena klinička slika uključuju sledeće:
- Gastrointestinalne tegobe – gastritis, nadimanje, sindrom iritabilnog creva, dijareja, opstipacija, malapsorpcija.
- Neurološke smetnje – glavobolja, migrena, vrtoglavica.
- Dermatološke promene – akne (kod odraslih), ekcem, svrab kože, osip.
- Bolovi u zglobovima i mišićima – počev od atipičnih bolova i otečenosti zglobova do reumatoidnog artritisa, fibromijalgija.
- Psihološke smetnje – hronični umor, nesanica, depresija, anksioznost.
- Respiratorne tegobe – astma, kojavica (koji se mogu preklapati sa alergijskim procesom).
- Probleme sa kontrolom telesne težine.

## Dijagnoza
S obzirom da se simptomi netolerancije na hranu javljaju čak i nekoliko dana nakon unosa hrane i da ih je teško povezati sa vrstom unete hrane koja uzrokuje simptome, dijagnoza je ponekad jako složena. 
Neke od namirnica koja mogu izazvati netoleranciju na hranu
| Ovas                                                                      | Kupus                              |
| Pšenica                                                                   | Šargarepa                          |
| Pirinač                                                                   | Praziluk                           |
| Kukuruz                                                                   | Krompir                            |
| Raž                                                                       | Celer                              |
| Durum pšenica                                                             | Krastavac                          |
| Gluten (žitarice)                                                         | Paprika (crvene, zelene i žute)    |
| Badem                                                                     | Mahunarke (grašak, sočivo, pasulj) |
| Brazilski orah                                                            | Grejpfurt                          |
| Indijski orah                                                             | Bostan (dinja, lubenica)           |
| Čaj                                                                       | Kikiriki                           |
| Orah                                                                      | Soja                               |
| Kravlje mleko                                                             | Kakao                              |
| Celo jaje                                                                 | Jabuke                             |
| Piletina                                                                  | Crna ribizla                       |
| Jagnjetina                                                                | Masline                            |
| Govedina                                                                  | Narandža i limun                   |
| Svinjetina                                                                | Jagoda                             |
| Mešavina bele ribe (bakalar, iverak)                                      | Paradajz                           |
| Rečna i jezerska riba (losos, pastrmka)                                   | Đumbir                             |
| Tunjevina                                                                 | Beli luk                           |
| Školjke, rakovi i ljuskari (morski račić, skampi, kraba, jastog, školjke) | Pečurke                            |
| Brokoli                                                                   | Kvasac                             |

## Diferencijalna dijagnoza
Diferencijalna dijagnoza netolerancije na hranu je široka. Zbog toga treba primeniti strukturirani dijagnostički algoritam ili multidisciplinarni pristup angažovanjem više kliničkih disciplina.
Raspon diferencijalnih dijagnoza ne imunološki posredovanih oblika intolerancije na hranu uključuje hronične infekcije (poput lamblijaze), neuroendokrine tumore (poput karcinoida) i psihosomatske reakcije koje izazivaju ili mogu oponašati simptome netolerancije.
| Diferencijalne dijagnoze                                    | Nalazi                                      |
| ----------------------------------------------------------- | ------------------------------------------- |
| Anafilaksija                                                | Alergen, specifični IgE, serumska triptaza  |
| Angioedem                                                   | Promene kože, aktivator C1                  |
| Karcinoidni                                                 | Prostaglandini, serotonin, NSE, hromogranin |
| Pheochromocitoma                                            | Krvni pritisak, kateholamini u urinu        |
| Mastocitoza                                                 | Posrednici aktivacije mastocita             |
| Neuroendokrini tumori (VIP, Zollinger-Ellison sindrom itd.) | VIP, gastrin u serumu, NSE, hromogranin     |
| T-ćelijski limfomi                                          | B-simptomi, b2-mikroglobulin, koštana srž   |

## Terapija
Lečenje se sastoji u uklanjanju inkriminisane supstance iz ishrane i primeni odgovarajuće medikamentozne i psihosomatske podrške, kada je to neophodno.

## Spoljašnje veze
|  | Molimo Vas, obratite pažnju na važno upozorenje u vezi sa temama iz oblasti medicine (zdravlja). |